# 腓特烈四世 (什勒斯維希-霍爾斯坦-戈托普)
腓特烈四世（德語：Friedrich IV.，1671年10月18日—1702年7月19日），霍爾斯坦-戈托普公爵，1695年至1702年在位。

## 家庭
1698年，腓特烈與瑞典的海德薇格·索菲亞結婚，兩人的獨子卡爾·腓特烈於兩年後出生。